# 山田壮
山田 壮（やまだ そう、1981年11月2日 - ）は日本人の空道家。マレーシア・クアラルンプール出身。国際空道連盟大道塾関西本部所属。身長 178cm、体重82kg。大東流、極真空手の経験を経て21歳で大道塾関西本部に入門。長年重量級のトップコンテンダーでありながら優勝経験はなかったが、2015年北斗旗体力別選手権大会にて入門から12年、初優勝を果たした。

## 来歴
- 2008年 第一回空道アジア選手権大会　重量級　準優勝
- 2009年 空道第二回世界大会 重量級　ベスト8
- 2014年 空道第三回世界大会 重量級　ベスト8
- 2015年 北斗旗 体力別選手権大会 重量級 優勝
- 2015年　第二回空道アジア選手権大会　重量級　準優勝